# TCEA1
TCEA1 (англ. Transcription elongation factor A1) – білок, який кодується однойменним геном, розташованим у людей на короткому плечі 8-ї хромосоми. Довжина поліпептидного ланцюга білка становить 301 амінокислот, а молекулярна маса — 33 970.
| 10         |  | 20         |  | 30         |  | 40         |  | 50         |
| ---------- |  | ---------- |  | ---------- |  | ---------- |  | ---------- |
| MEDEVVRFAK |  | KMDKMVQKKN |  | AAGALDLLKE |  | LKNIPMTLEL |  | LQSTRIGMSV |
| NAIRKQSTDE |  | EVTSLAKSLI |  | KSWKKLLDGP |  | STEKDLDEKK |  | KEPAITSQNS |
| PEAREESTSS |  | GNVSNRKDET |  | NARDTYVSSF |  | PRAPSTSDSV |  | RLKCREMLAA |
| ALRTGDDYIA |  | IGADEEELGS |  | QIEEAIYQEI |  | RNTDMKYKNR |  | VRSRISNLKD |
| AKNPNLRKNV |  | LCGNIPPDLF |  | ARMTAEEMAS |  | DELKEMRKNL |  | TKEAIREHQM |
| AKTGGTQTDL |  | FTCGKCKKKN |  | CTYTQVQTRS |  | ADEPMTTFVV |  | CNECGNRWKF |
| C          |  |            |  |            |  |            |  |            |

A: Аланін

C: Цистеїн

D: Аспарагінова кислота

E: Глутамінова кислота

F: Фенілаланін

G: Гліцин

H: Гістидин

I: Ізолейцин

K: Лізин

L: Лейцин

M: Метіонін

N: Аспарагін

P: Пролін

Q: Глутамін

R: Аргінін

S: Серин

T: Треонін

V: Валін

W: Триптофан

Кодований геном білок за функцією належить до фосфопротеїнів. 
Задіяний у таких біологічних процесах, як транскрипція, регуляція транскрипції, ацетилювання, альтернативний сплайсинг. 
Білок має сайт для зв'язування з іонами металів, іоном цинку, ДНК. 
Локалізований у ядрі.